# Маріс Кракопс
Маріс Кракопс (нар. 3 квітня 1978) – латвійський шахіст, гросмейстер від 1998 року.

## Шахова кар'єра
1990 року, у віці лише 12 років, взяв участь у фіналі чемпіонату СРСР серед юніорів до 20 років, який відбувся в Ленінграді. Неодноразово представляв Латвію на чемпіонатах світу і Європи серед юніорів у різних вікових категоріях, найбільшого успіху досягнувши 1994 року в Сегеді, де став чемпіоном світу в категорії до 16 років (позаду Петера Леко, попереду Рустама Касимджанова). 2000 року поділив 1-ше місце (разом з Ігорсом Раусісом) на турнірі за швейцарською системою Troll Masters у Геусдалі, а у 2001 році поділив 2-ге місце (позаду Стеліоса Халкіаса, разом з Андреєм Істрецеску і Васіліосом Котроніасом) у черговому openie, який відбувся в Патри.
У 1998-2002 роках тричі виступив у складі національної збірної на шахових олімпіадах, а між 1997 і 2001 роком також тричі – на командних чемпіонатах Європи, найбільшого успіху досягнувши 2001 року в Леоні, де здобув срібну медаль в особистому заліку на 3-й шахівниці. 
Найвищий рейтинг Ело в кар'єрі мав станом на 1 січня 1999 року, досягнувши 2530 очок займав тоді 2-ге місце (позаду Едвінса Кеньгіса) серед латвійських шахістів. Починаючи з 2003 року не бере участі в турнірах під егідою ФІДЕ.

## Зміни рейтингу
| На цьому місці має відображатися графік чи діаграма, однак з технічних причин його відображення наразі вимкнено. Будь ласка, не видаляйте код, який викликає це повідомлення. Розробники вже працюють для того, щоби відновити штатне функціонування цього графіка або діаграми. | |
| | На цьому місці має відображатися графік чи діаграма, однак з технічних причин його відображення наразі вимкнено. Будь ласка, не видаляйте код, який викликає це повідомлення. Розробники вже працюють для того, щоби відновити штатне функціонування цього графіка або діаграми. |